# Ка-60

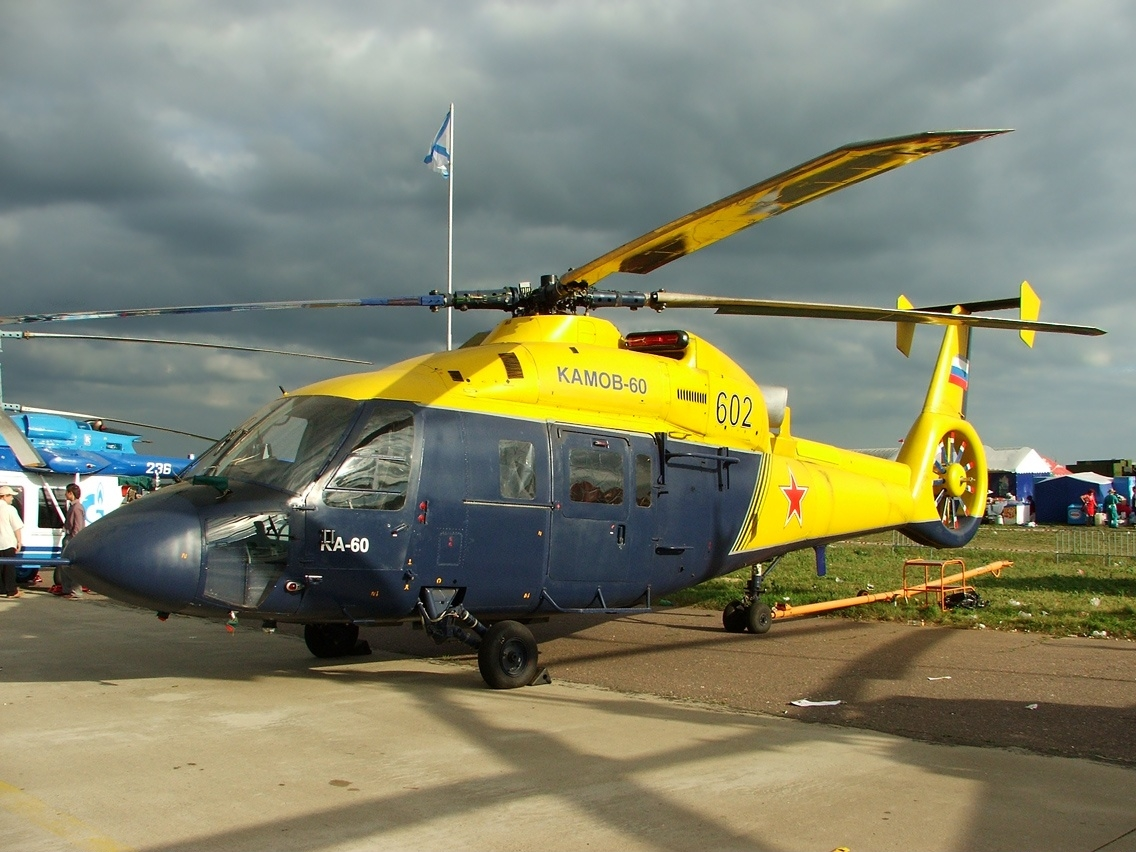
Ка-60 на виставці у Москві.

Ка-60 «Касатка» — проєкт російського середнього багатоцільового військово-транспортного вертольота. Ка-60 призначався для доставки боєприпасів і зброї в район бойових дій, патрулювання, ведення пошуково-рятувальних робіт, евакуації поранених, навчання льотного складу, а також для перевезення та скидання десантників і повітряної розвідки. Надалі проєкт отримав розвиток у вигляді цивільного багатоцільового вертольота Ка-62 розробки холдингу «Вертольоти Росії».

## Історія
ОКБ ім. Камова почало розробляти цей вертоліт в 1983, коли основу парку середніх військово-транспортних вертольотів ВПС та цивільної авіації складали різні модифікації Мі-8, яких на той час було вже немало. Незважаючи на те, що дані вертольоти отримали дуже широке поширення і в Збройних Силах і в народному господарстві СРСР, вони були не дуже рентабельними у зв'язку з їх великою для свого класу вантажопідйомністю (4 тонни). До цього перевезення більшої частини вантажів (масою приблизно 2 тонни) здійснювалася вертольотами Мі-4. Після їх зняття з виробництва, парки гвинтокрилої техніки гостро потребували вертольотів такого типу. Спочатку саме для заміни Мі-4 призначався Ка-60. Вертоліт отримав назву В-60. Уряд підтримав рішення створити В-60 у 1984 і того ж року було розпочато роботи щодо його вигляду. Палубний варіант В-60 був опрацьований в 1988, а в 1990 році був готовий ескізний проєкт цього вертольота, який отримав назву Ка-60.

## Конструкція

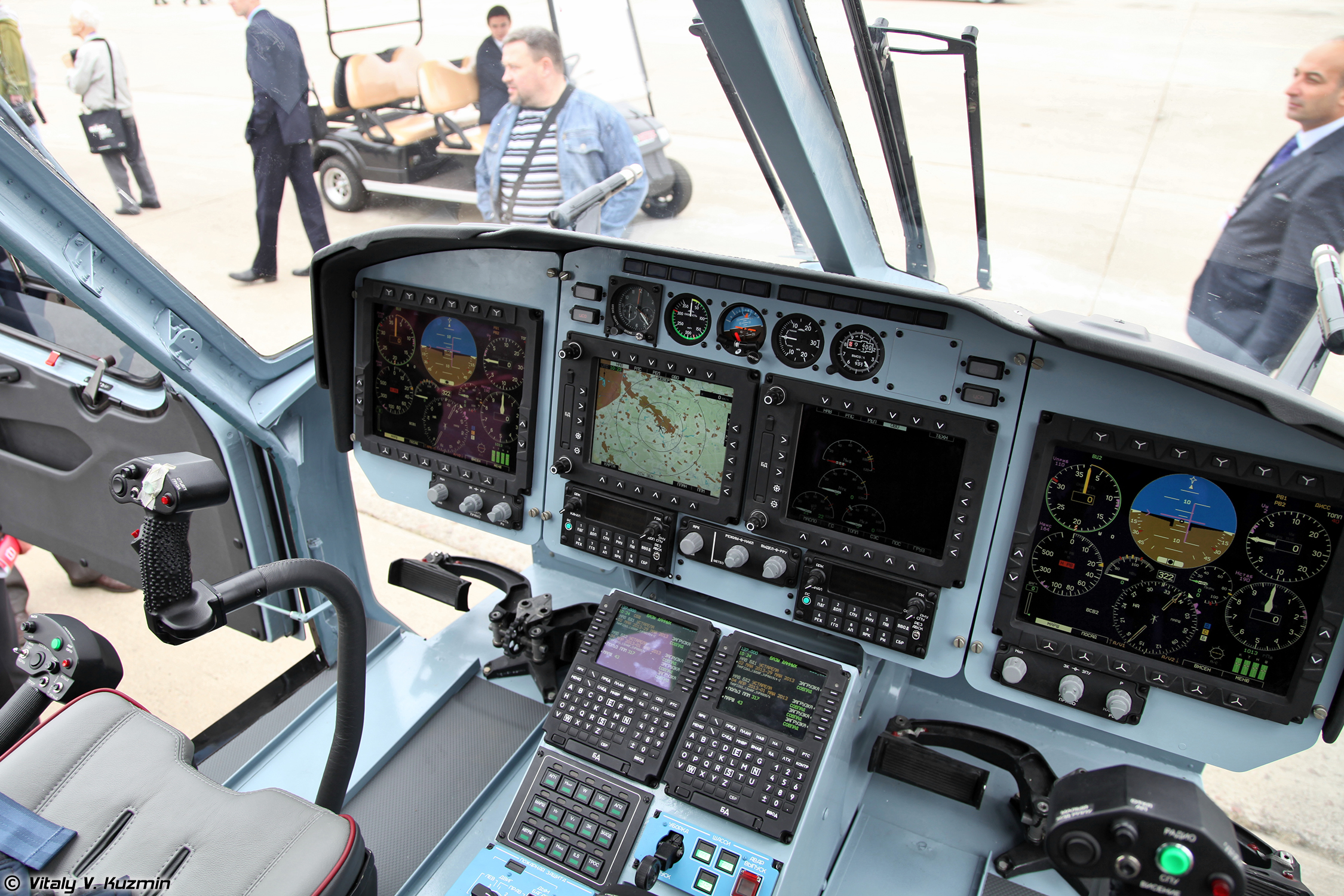
Скляна кабіна Ka-62.

Ка-60 — перший вертоліт ОКБ ім. Камова, виконаний за одногвинтовою схемою з чотирилопатевим несучим і одинадцятилопатевим рульовим (типу "фенестрон") гвинтами. Для вертольота були спеціально спроєктовані і встановлені нові двигуни РД-600В виробництва НВО «Сатурн». Головний вертолітний редуктор і редуктор рульового гвинта були розроблені і вироблені «ОКБ моторобудування», місто Воронеж. Ка-60 здатний прибирати шасі і має спеціальне покриття планера. Це насамперед сприяє зниженню помітності гелікоптера у багатьох діапазонах. Крісла та шасі в цьому типі вертольотів енергопоглинаючі, що забезпечує порятунок екіпажу та десанту при небезпечній або аварійній посадці.

## Варіанти
Ка-62 — багатоцільовий вертоліт. У 2012–2013 роках планується випустити дослідну партію з 4-х машин на заводі Прогрес.

## Випробування
Перший дослідний Ка-60 (бортовий номер 601) здійснив свій перший політ 10 грудня 1998.
В 2007 почалися випробування другої машини (бортовий номер 602).
23 червня 2010 вертоліт був зруйнований при аварійній посадці між містами Дзержинський та Котельники в Люберецькому районі в Підмосков'ї.

## Льотно-технічні характеристики
- Екіпаж: 1-2 особи

- Пасажиромісткість: 14 осіб

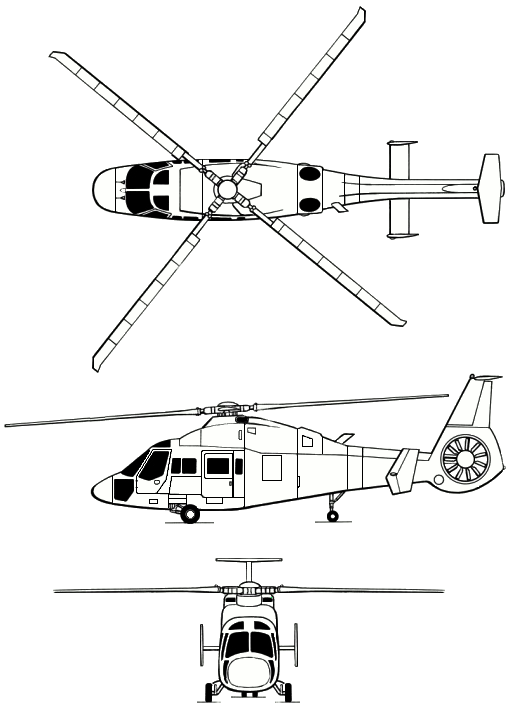
Три проєкції Ка-60

- Вантажопідйомність: 2000 кг (2500 на зовнішній підвісці)
- Довжина: 13,25 м (фюзеляжу)
- Діаметр несучого гвинта: 13,5 м
- Діаметр рульового гвинта: 1,4 м
- Висота: 4,1 м (фюзеляжу)
- Максимальна злітна маса: 6500 кг
- Силова установка: 2 × ГТД РД-600
- Потужність двигунів: 2 × 1300 к.с. (2 × 956 кВт)
- Допоміжна силова установка: 1 × ГТД АІ-9

Льотні характеристики
- Максимальна швидкість: 300 км/год
- Крейсерська швидкість: 265 км/год
- Практична дальність: 700 км
- Статична стеля: 2100 м
- Динамічна стеля: 5150 м

Озброєння
- Точки підвіски: 2

## Галерея

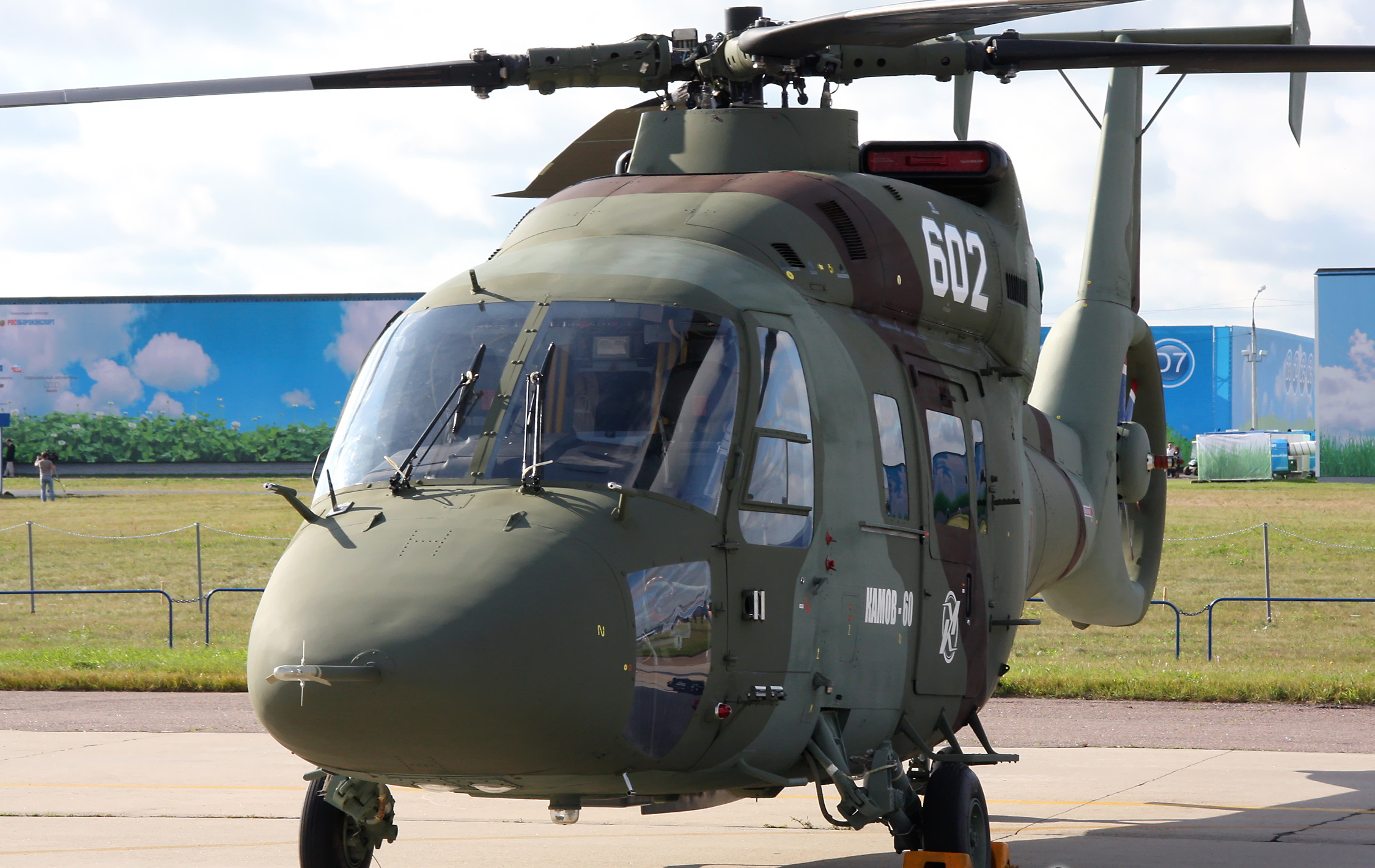
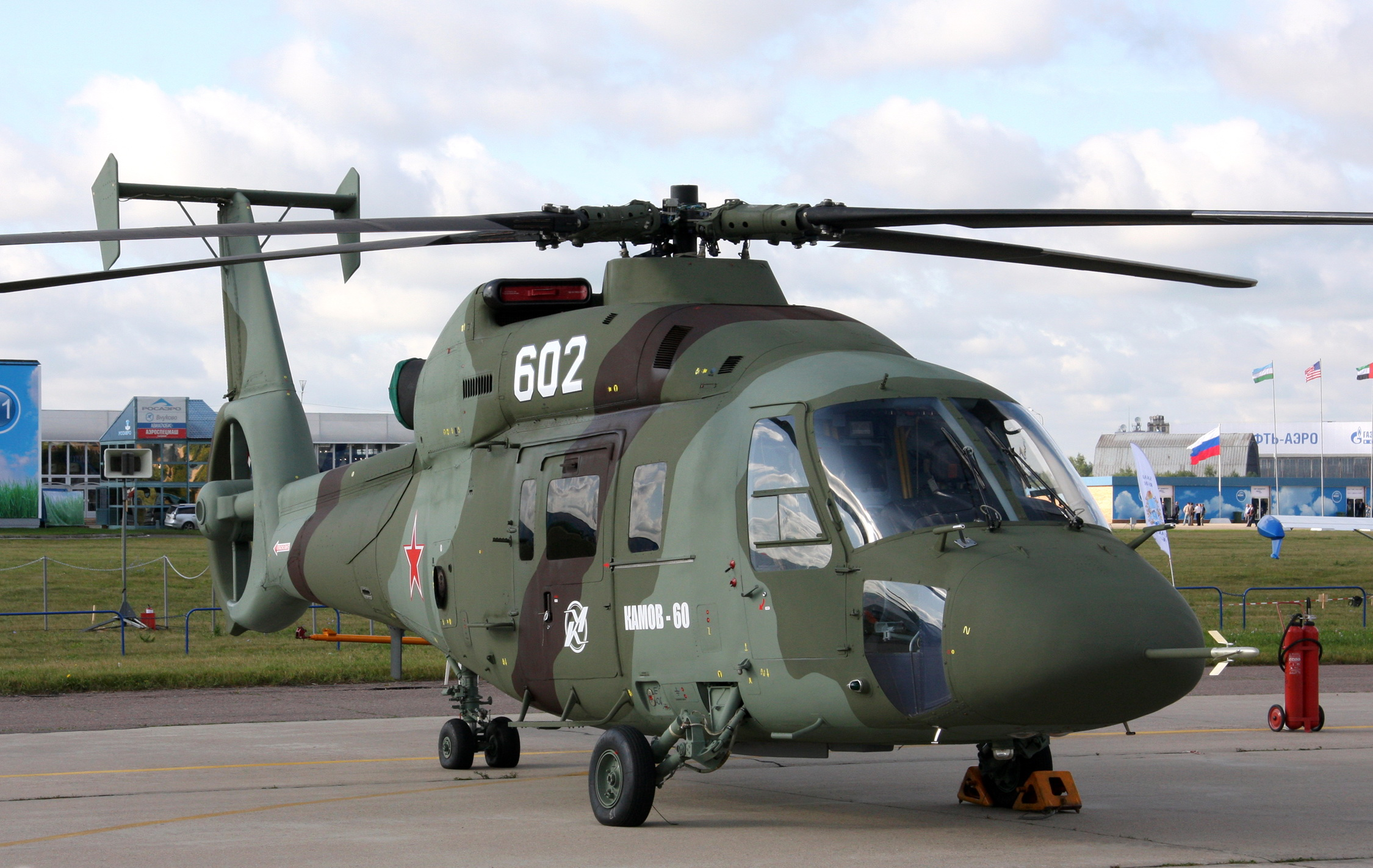
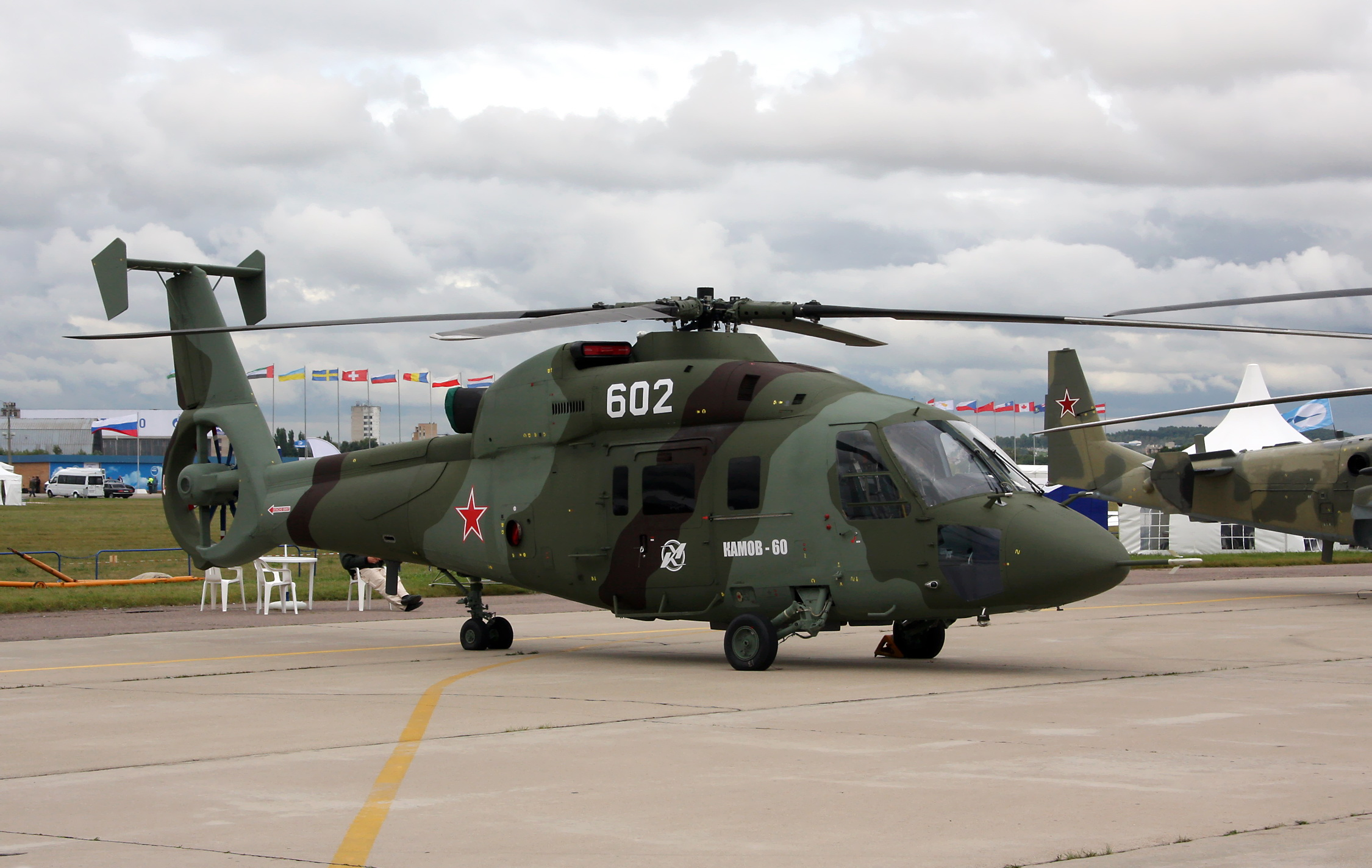
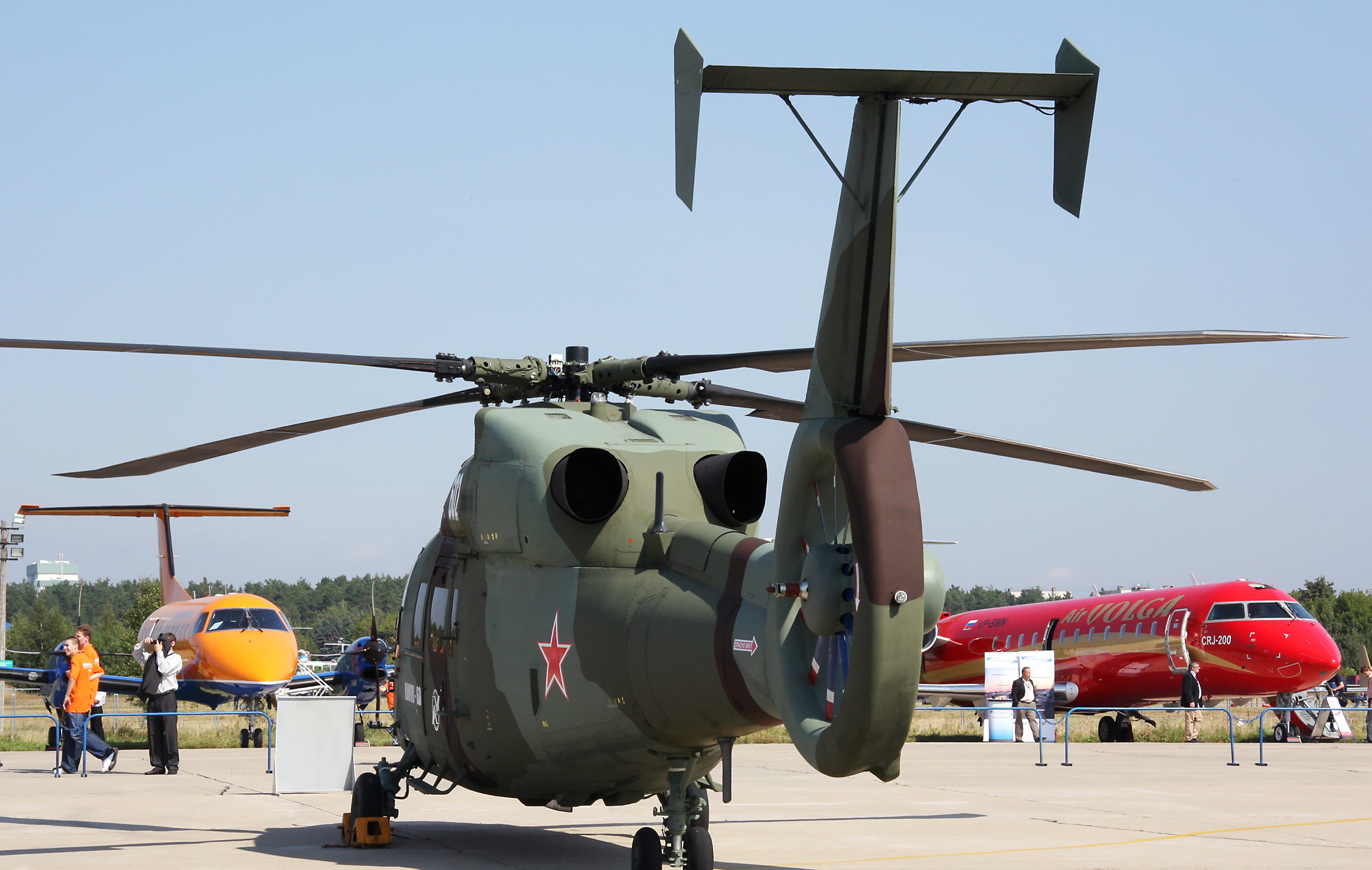

Ка-60 на МАКС-2009.